# Bintou Chabi Adam Taro
Bintou Chabi Adam Taro est une femme politique béninoise.
Elle est militante de l'Union progressiste alliée au régime Patrice Talon.

## Biographie
Bintou Chabi Adam Taro entre dans le gouvernement de Patrice Talon lors du remaniement ministériel intervenu le 27 octobre 2017. Dans ce gouvernement, elle prend la tête du ministère des affaires sociales et de la microfinance,,. 
Elle occupe ce poste jusqu'au jeudi 5 septembre 2019, jour de la nomination de sa remplaçante Véronique Tognifode.